# Филипп V (граф Ганау-Лихтенберга)
Филипп V Ганау-Лихтенбергский (нем. Philipp V. von Hanau-Lichtenberg, 21 февраля 1541 — 2 июня 1599) — дворянин Священной Римской империи.

## Биография
Сын и наследник графа Филипп IV, родился в 1541 году. Несмотря на то, что семья была лютеранской, отец не стал препятствовать состоявшемуся в 1560 году браку Филиппа V с католичкой Лудовикой Маргаретой Цвейбрюккен-Битшской, рассудив, что то, наследницей чего она является, важнее вероисповедания. Дело в том, что после того, как в 1480 году пресёкся правивший Лихтенбергом род, это владение было разделено между графствами Ганау-Лихтенберг и Цвейбрюккен-Битш. Теперь же Лудовика Маргарета являлась единственным ребёнком графа Якоба Цвейбрюккен-Битшского, и после того, как он скончался в 1570 году, унаследовала его владения. Таким образом, земли Лихтенберга вновь воссоединились в одних руках.
Это наследование, однако, было оспорено Филиппом I Лейнинген-Вестербургским (женатым на Амалии — двоюродной сестре Лудовики Маргареты) на том основании, что Битш и Оксенштайн являлись феодами от герцогства Лотарингия, в котором допускалось наследование только по мужской линии. Наследнику Ганау-Лихтенберга поначалу удалось взять верх в споре. Однако то, что он начал активно распространять на новоприобретённых землях лютеранство, не понравилось лотарингскому герцогу Карлу III, являвшемуся ревностным католиком. На правах сюзерена Карл III отнял феодальное владение, и в июле 1572 года земли графства Битш были оккупированы лотарингскими войсками. Будучи не в состоянии соперничать с Лотарингией на поле боя, Филипп передал дело в Имперский камеральный суд, и оно было разрешено уже после его смерти.
С 1585 года граф Филипп IV, бывший уже в преклонном возрасте, начал постепенно передавать управление графством Филиппу V; в частности, Филипп V сменил отца в регентском совете, управлявшим родственным графством Ганау-Мюнценберг до наступления совершеннолетия Филиппа Людвига II. В 1588 году он основал в Вёрте первый в графстве монетный двор. В 1590 году умер Филипп IV, и Филипп V официально стал графом Ганау-Лихтенбергским. В этот период в Европе была распространена охота на ведьм, и Филипп V также издал прокламацию по этому поводу, однако этим его вклад и ограничился, в результате чего на территории графства состоялось гораздо меньше процессов, чем в других землях.

## Семья и дети
Филипп V был женат трижды. В первый раз он женился 14 октября 1560 года в Битше на Лудовике Маргарете Цвейбрюккен-Битшской (1510—1570). У них было пятеро детей:
1. Иоганна Сибилла (1564—1636), которая вышла замуж за Вильгельма V Вид-Рункель-унд-Изенбургского
2. Филипп (1565—1572)
3. Альбрехт (1566—1577)
4. Катарина (1568—1636), которая вышла замуж за Эберхарда Шенк фон Лимпург-Шпекфельд
5. Иоганн Рейнхард I (1569—1625), унаследовавший титул

Во второй раз он женился 18 февраля 1572 года в Битше на графине Катарине Видской (1552—1584). У них было четверо детей:
1. Юлианна (1573—1582)
2. Элеонора (1576), умерла во младенчестве
3. Филипп (1579—1580)
4. Амалия (1582—1627)

В третий раз он женился 20 июня 1586 года в Буксвиллере на Агате Шенк фон Лимпург-Оберзонтхайм (1561—1623), которая после его смерти вышла замуж за графа Рудольфа фон Зульц. У Филиппа V и Агаты было трое детей:
1. Агата (1587—1605)
2. Рейнхард (январь-февраль 1589)
3. Анна Маргарета (1589), умерла во младенчестве